# Rasa (hinduizm)
Rasa – w wisznuizmie (szczególnie w krysznaizmie) jeden z rodzajów bezpośredniego związku z Bogiem (Kryszną). Rasa jest efektem i celem praktykowania bhaktijogi.

## Rodzaje
- Santa-rasa – określana jako związek neutralny. Osoby w takim związku doceniają wielkość Boga, a nie angażują się w pełni w służbę dla niego. Bhaktisiddhanta Sarasvati Thakura jako przykład osób tej rasy podaje rzekę Jamunę, drzewa kadamba, krowy, a także przedmioty należące do Kryszny, np. laskę czy flet.
- Dasja-rasa – charakteryzuje się wolnością od wszelkich materialistycznych pokus, a także od wątpliwości. Osoby tej rasy wielbią Boga za jego wielkość i aktywnie mu służą. Dasja-rasa może występować z innymi rasami. Przykładami osób w dasja-rasie są np. gopi: Citraka, Patraka i Raktaka, zaangażowane w bezpośrednią służbę dla Kryszny.
- Sakhja-rasa – osoby w tej rasie uważają Krysznę za swojego przyjaciela, często zapominając o jego boskości. Przykład takiego zachowania przejawiają towarzysze zabaw małego Kryszny z Wrindawanu.
- Watsalja-rasa – określana jako związek rodzicielski. Kryszna był synem Dewaki, ale opiekę nad nim sprawowała Jaśoda, której bezgraniczna miłość jest przykładem watsalja-bhakti.
- Madhurja-rasa – rasa której wyróżnikami są słodycz i doskonałe piękno. Bóg występuje jako czuły kochanek madhurja-maji, czyli Radharani. Uważa się, że czczenie Radharani daje w efekcie ten sam rodzaj związku z Kryszną, który przejawia ona. Dostrzec i docenić ten rodzaj związku (uważanego przez wisznuitów za najwznioślejszy) mogą jedynie ci, którzy tę rasę przejawiają.